# 槟城
槟城，旧称槟榔屿，简称槟州，是马来西亚十三个联邦州属之一，位于马来亚半岛西北侧。以槟威海峡為界，槟城分成槟岛和威省两部分。其中威省的东部和北部与吉打州为邻，南部与霹雳州为邻；而槟岛西部则与印尼苏门答腊岛隔马六甲海峡相对。槟城距离首都吉隆坡357公里。
槟城的城市化与工业化程度颇高，是马来西亚经济发展重镇之一，自2018年受全球化及世界城市研究网络获评为Gamma−级城市。1786年设立的首府乔治市所在的大槟城是马来西亚的第二大都会区，并于2008年同马六甲市被联合国教科文组织列为世界文化遗产。

## 名称
马来人一早就将槟榔屿称为“丹绒”（Tanjung，意即海角），后由1786年登陆的英国第一任总督法兰西斯·莱特以纪念英王储为由更名为“威尔斯亲王岛”（或称英太子岛，Prince of Wales Island），但在民间及史书鲜为流传。
而老一辈华人惯称为“槟榔屿”。之所以称为槟榔屿，是因为早期这座小岛上有许多槟榔树而得名。后来马来文也逐渐改为「Pulau Pinang」，即“槟岛”。而早期汉人也会转译「Pulau Pinang」，称槟城为庇能、屏南、庇𠹌（均為檳城福建話Pī-né͘ng的借字寫法）等。在马来亚日占时期，曾依照槟榔岛的读音，被改名为彼南。
《郑和航海图》作槟榔屿，在航海家谢清高《海录》中作新埠，一名布路槟榔，又名槟榔士。
即使马来西亚独立后落实1963/67年国语法令，众多地区原名为迎合国家政策需要而须被译成马来语，但槟城首府的原名“乔治市”从始至今依旧保留下来。

## 历史

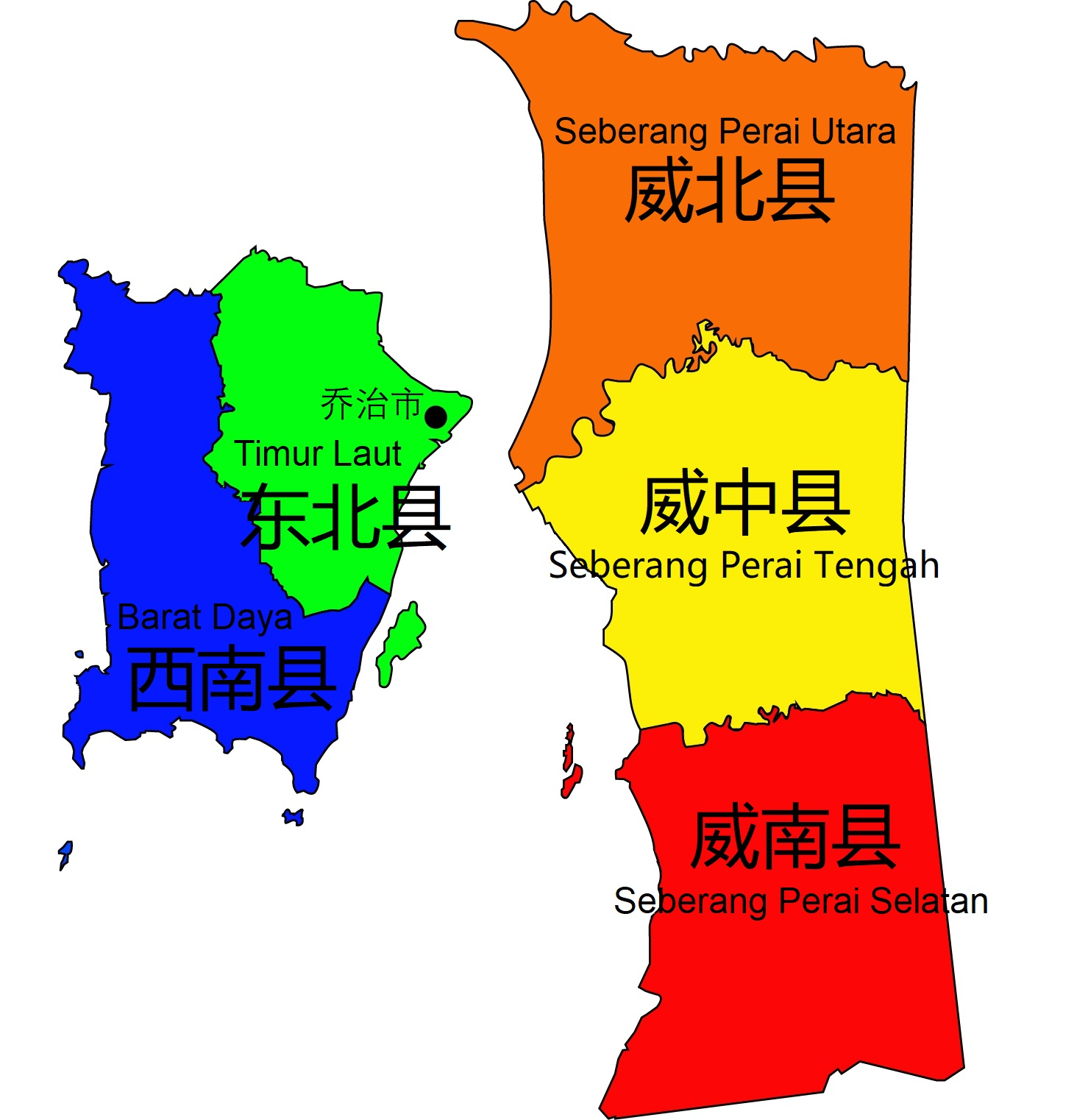
槟城地图

槟榔屿此地理名词最早出现在明代永乐年间成书的《郑和航海图》中。15世纪中，一部中国舟师使用的海道针经《顺风相送》就纪录从马来半岛的崑崙岛（Pulo Condore）到槟榔屿的航行指南，可见在15世纪槟榔屿已经和中国通航。槟榔屿在当时也是吉打苏丹国的一部分。

### 吉打苏丹国时期
1767年，缅甸入侵暹逻的7年战争后形势大乱，1782年，泰国拉玛一世杀掉了郑王篡位、创立曼谷王朝后不久，英国要求吉打苏丹割让槟榔屿，交换条件是：东印度公司对吉打苏丹提供军事保护，以对抗缅甸和暹逻的入侵。

### 殖民时期
1786年3月，法兰西斯·萊特成功地迫使吉打苏丹同意将槟榔屿租借给英国东印度公司，从此东印度公司以槟榔屿为英国海军基地，莱特成为第一任总督。槟城因此成为英国最早在远东殖民的贸易自由港。在莱特开辟槟城之前，槟榔屿已是东西方贸易途经马六甲海峡，所共知可以取得良好品质饮用水的地方。水源地相当於现在的柑仔园及峇都蛮之间的地区，当时已有聚落存在。莱特在任期间鼓励华人及其他移民进入槟榔屿，槟榔屿日益繁荣。
1791年，槟榔屿对岸的威省部分也被割让给英国。1792年时，当时估计人口已近一万人。绝大多数杂居在码头处极不卫生的地方，很多人因而死亡。就连莱特本人也是受害者，他因疟疾而在1794年10月21日逝世，终年54岁。
1826年，英殖民将槟城、新加坡、马六甲三港口整合为海峡殖民地。
槟榔屿在早期也是孙中山及中国同盟会和革命党在东南亚的根据地。革命人士也在槟榔屿组织“槟城阅书报社”鼓吹革命，并创办光华日报。黄花岗起义即辛亥“三·二九”广州起义就是孙中山和赵声、黄兴、胡汉民、邓泽如等同盟会重要骨干于1910年11月13日在槟榔屿议决和策划的。

### 独立后至今

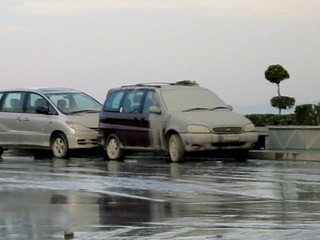
2004年印度洋大地震槟城附近刚被海啸冲击的汽车

1957年马来亚独立后，槟城成为联邦其中一州，槟城首席部长（即槟城州政府最高行政长官）从那时起一直由华人担任。槟城和马六甲、沙巴及砂拉越四州一样，没有世袭君主，槟城名义上的最高领袖为槟城州元首，由最高元首任命。
1985年9月14日，槟威大桥正式通车。
2004年12月26日印度洋大地震中，槟城有38人罹难。
2008年7月7日，乔治市联同马六甲正式列入联合国教科文组织（UNESCO）之世界文化遗产（World Heritage）清单中。
2017年11月5日，槟城发生暴雨袭击，造成7人死亡。

## 地理

### 地形
槟城可依据槟威海峡划分为两个部分：
- 槟岛：海峡以西的一座小岛，面积为293平方公里。行政上属于槟岛市政厅[11]，而在土地管理上划分为两个县，即东北县和西南县。
- 威省：海峡以东的狭长腹地，座落在马来半岛，面积为653平方公里。与槟岛最小距离为4公里。行政上属于威省市政厅，土地管理上划分为三个县，即威北县、威中县及威南县。以东和以北与吉打州为界，以南则与霹雳州为界。

槟岛为不规则形状，岛上有许多花岗岩的丘陵地形，大多由森林覆盖。海岸平原相当狭窄，只有东北平原最为广阔。普遍来说，槟岛可细分为五个区域：
- 东北平原：形成三角岬，也就是首府乔治市所在地。居住人口多，是槟城政治、商业和文化中心。
- 东南边：曾是稻田和红树林地，现已转为新市镇和工业区。
- 西北边：沿岸有沙滩，因此建有许多度假村和住宅。
- 西南边：唯一的广阔乡村景色，有渔村、果园和红树林。
- 中央丘陵地：最高点为升旗山的西方山，海拔830公尺，是重要森林集水区。

### 气候
| 槟城（1961年-1990年）    | 槟城（1961年-1990年） | 槟城（1961年-1990年） | 槟城（1961年-1990年） | 槟城（1961年-1990年） | 槟城（1961年-1990年） | 槟城（1961年-1990年） | 槟城（1961年-1990年） | 槟城（1961年-1990年） | 槟城（1961年-1990年） | 槟城（1961年-1990年） | 槟城（1961年-1990年） | 槟城（1961年-1990年） | 槟城（1961年-1990年） |
| 月份                     | 1月                   | 2月                   | 3月                   | 4月                   | 5月                   | 6月                   | 7月                   | 8月                   | 9月                   | 10月                  | 11月                  | 12月                  | 全年                  |
| ------------------------ | --------------------- | --------------------- | --------------------- | --------------------- | --------------------- | --------------------- | --------------------- | --------------------- | --------------------- | --------------------- | --------------------- | --------------------- | --------------------- |
| 平均高温 °C（°F）        | 31.6 (88.9)           | 32.2 (90.0)           | 32.2 (90.0)           | 31.9 (89.4)           | 31.6 (88.9)           | 31.4 (88.5)           | 31.0 (87.8)           | 30.9 (87.6)           | 30.4 (86.7)           | 30.4 (86.7)           | 30.7 (87.3)           | 31.1 (88.0)           | 31.3 (88.2)           |
| 日均气温 °C（°F）        | 26.9 (80.4)           | 27.4 (81.3)           | 27.6 (81.7)           | 27.7 (81.9)           | 27.6 (81.7)           | 27.3 (81.1)           | 26.9 (80.4)           | 26.8 (80.2)           | 26.5 (79.7)           | 26.4 (79.5)           | 26.5 (79.7)           | 26.7 (80.1)           | 27.0 (80.6)           |
| 平均低温 °C（°F）        | 23.2 (73.8)           | 23.5 (74.3)           | 23.7 (74.7)           | 24.1 (75.4)           | 24.2 (75.6)           | 23.8 (74.8)           | 23.4 (74.1)           | 23.4 (74.1)           | 23.2 (73.8)           | 23.3 (73.9)           | 23.3 (73.9)           | 23.4 (74.1)           | 23.5 (74.4)           |
| 平均降雨量 mm（）        | 68.7 (2.70)           | 71.7 (2.82)           | 146.4 (5.76)          | 220.5 (8.68)          | 203.4 (8.01)          | 178.0 (7.01)          | 192.1 (7.56)          | 242.4 (9.54)          | 356.1 (14.02)         | 383.0 (15.08)         | 231.8 (9.13)          | 113.5 (4.47)          | 2,407.6 (94.79)       |
| 平均降雨天数（≥ 1.0 mm） | 5                     | 6                     | 9                     | 14                    | 14                    | 11                    | 12                    | 14                    | 18                    | 19                    | 15                    | 9                     | 146                   |
| 月均日照時數             | 248.8                 | 233.2                 | 235.3                 | 224.5                 | 203.6                 | 202.4                 | 205.5                 | 188.8                 | 161.0                 | 170.2                 | 182.1                 | 209.0                 | 2,464.4               |
| 来源：NOAA               |                       |                       |                       |                       |                       |                       |                       |                       |                       |                       |                       |                       |                       |

## 人口统计

### 人口
| 年度 | 人口      | 人口    |
| ---- | --------- | ------- |
| 1786 | 少于 100  |         |
| 1812 | 26,107    | 26107   |
| 1820 | 35,035    | 35035   |
| 1842 | 40,499    | 40499   |
| 1860 | 124,772   | 124772  |
| 1871 | 133,230   | 133230  |
| 1881 | 188,245   | 188245  |
| 1891 | 232,003   | 232003  |
| 1901 | 248,207   | 248207  |
| 1911 | 278,000   | 278000  |
| 1921 | 292,484   | 292484  |
| 1931 | 340,259   | 340259  |
| 1941 | 419,047   | 419047  |
| 1947 | 446,321   | 446321  |
| 1957 | 572,100   | 572100  |
| 1970 | 776,124   | 776124  |
| 1980 | 900,772   | 900772  |
| 1990 | 1,064,166 | 1064166 |
| 2000 | 1,231,209 | 1231209 |
| 2010 | 1,526,324 | 1526324 |
| 2020 | 1,740,405 | 1740405 |

根据2020年马来西亚人口及房屋普查报告，槟城州人口密度为每平方公里1,659人，全国排名第三位。
- 槟岛人口为794,292人。槟岛是马来西亚人口最多的一座岛屿，同时也是人口密度最高的岛屿。
- 威省人口为946,113人。

槟城人口族群构成如下所示：
| 2020年槟城人口族群 | 2020年槟城人口族群 | 2020年槟城人口族群 |
| 种族               | 总人口             | 人口比例           |
| ------------------ | ------------------ | ------------------ |
| 华裔               | 718,362            | 41.28%             |
| 巫裔               | 707,861            | 40.67%             |
| 其他土著           | 8,038              | 0.46%              |
| 印裔               | 155,492            | 8.93%              |
| 其他               | 10,121             | 0.58%              |
| 非马来西亚公民     | 140,531            | 8.08%              |

槟城華裔当中则以闽南人居多。每年年初會舉辦盛大的八天宫诞，當地主要通用槟城福建话（闽南语）。

### 定居种族与移民
法兰西斯·萊特初抵槟岛，槟岛上僅有58人，俱漁民，其中3人來自大清。此三人均為客家民系，分別是张理（廣東大埔縣）、邱兆进（廣東大埔縣）和马福春（福建永定縣）。他們1745年到槟城，死后葬在丹绒道光土地公（福德正神）庙后方（当地人称“大伯公”），比莱特早来41年。在这方面，曾任华民政务司的巴素博士说到：“一位姓邱的客家铁匠，一位姓张的教书先生及一位姓马的烧炭人，他们都被尊奉为华侨的开辟者。”巴素也引述史料指出，槟榔屿可以说是华人第一个被鼓励移民的地方。
此外，槟城有大约70,000到80,000的外国劳工。这些劳工主要来自印度尼西亚、缅甸、越南和泰国，以及其他东南亚、南亚国家。外国劳工多从事家政、制造业、建筑业、种植业和农业。

### 宗教

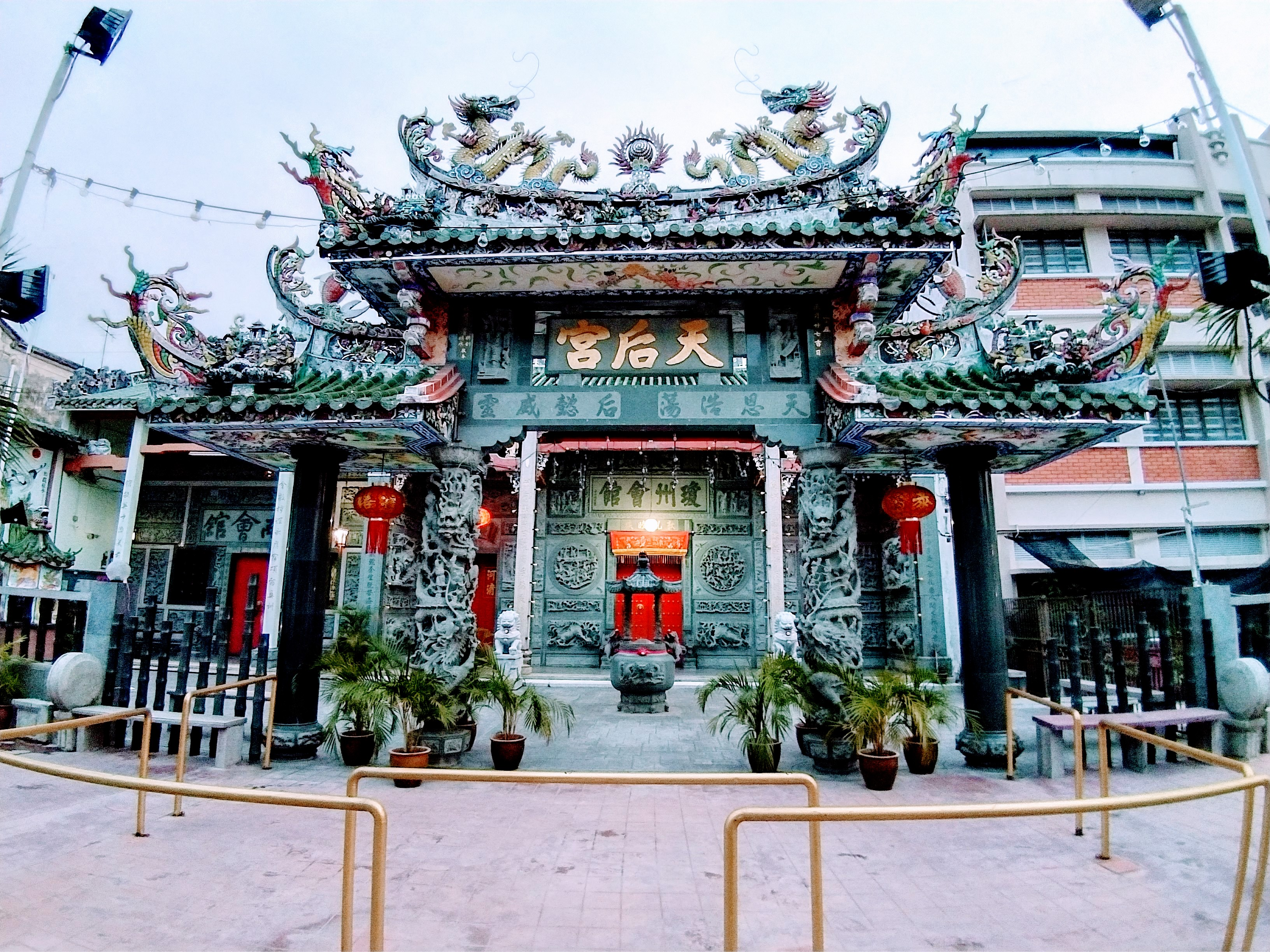
位于槟城的天后宮

| 2020年槟城居民宗教分布统计数据 | 2020年槟城居民宗教分布统计数据 | 2020年槟城居民宗教分布统计数据 | 2020年槟城居民宗教分布统计数据 | 2020年槟城居民宗教分布统计数据 |
| ------------------------------ | ------------------------------ | ------------------------------ | ------------------------------ | ------------------------------ |
| 宗教                           | 宗教                           |                                | 百分比                         | 百分比                         |
| 伊斯兰教                       | 伊斯兰教                       |                                | 45.5%                          | 45.5%                          |
| 佛教                           | 佛教                           |                                | 37.6%                          | 37.6%                          |
| 印度教                         | 印度教                         |                                | 8.4%                           | 8.4%                           |
| 基督教                         | 基督教                         |                                | 4.3%                           | 4.3%                           |
| 其他                           | 其他                           |                                | 2.4%                           | 2.4%                           |
| 无宗教/未知                    | 无宗教/未知                    |                                | 1.7%                           | 1.7%                           |

槟城居民的宗教信仰分布如下：
- 伊斯兰教：45.5%
- 佛教：37.6%
- 印度教：8.4%
- 基督教：4.3%
- 其他：2.4%
- 无宗教/未知：1.7%

### 语言
槟城为典型的多语社会，大致有下列语言：
1. 槟城福建话： 槟城华人的通用语，是闽南语的一種域外變體，腔調主要是漳州海澄三都加上部分泉州和厦门的腔调用词，也参杂了许多外來词汇如马来语、英语、泰语、淡米尔语，也有來自其他汉语方言的用词。其他北马州属的华人社区如玻璃市州、吉打州、霹雳州北部也通行槟城福建话。
2. 英语：大马的通用语，包括正宗英式英语和非正式马来西亚英语。
3. 马来语：马来西亚国语，分为正宗马来语和巴刹马来语。后者流通于集贸市场（即所谓巴刹）的族际通用语，混有汉语方言、英语、淡米尔语成分。
4. 其他華人語言：华语、广府话、新宁话、潮州话、客家话等。依场合而会运用不同语言进行交谈，有所谓语码转换的现象。
5. 淡米尔语：大多数新马印度人的母语。

日常生活中华人使用槟城福建话，是一种以福建话为基础，受到马来语、英语以及汉语其他方言一些影响的语言。基本上可直接与中国福建、新加坡、台湾、汶莱等闽南语使用者交流。另外，潮州话在威省（大山脚及威南一带）为主要方言，客家话则通行于浮罗山背及威省一些郊区如双溪里武。
除了学校教学，槟城的地名，店名或人名使用中国大陆的汉语拼音并不多。人名拼写方法为拉丁字母按照方言进行拼写。华人称之为英文名称，这是为英国人将中国方言拉丁化的原因。从名字的拼法可以辨认出福建人还是广东人或客家人。例如：Lim Chong Eu 实际上是“林苍祐”的槟城福建话发音。80年代马来西亚政府根据联合国采取汉语拼音为学校标准，新一代华人渐渐开始使用汉语拼音为下一代命名。可是，中文不被承认为官方语言，所以华人的“姓”已由拉丁化定下来。除非是皈依回教，法律上要更改姓的拼音是很困难的，加上旧一代视改“姓”为耻辱，所以方言拉丁化的拼音特别是姓还是保留下来，成为华人的特色。
英国人以中国方言拉丁化的拼音来登记华人姓名使得同一个漢字姓会有不同拼法。例如，姓“蔡”的英文姓氏有Chuah、Chua、Choy、Choi和Chai几种拼法；“陈”则有Tan、Chan等不同拼法。由于注册地不同，同家同姓在护照或身份证上可能会有不同的拼法。如姓黄的华人，Ooi/Wee（福建漳州人）、Ng（福建泉州／福州／广东潮州人）、Wong（客家人／广府人）、Hwang（中国北方人）等等拼音。

## 行政区划
槟州由槟岛和威省两个部分组成，共辖5个县。其中槟岛分为2个县（东北县和西南县）、威省分为3个县（威北县、威中县和威南县），由2个地方政府管辖（槟岛市政厅和威省市政厅），县署则是州行政机关的分部。
| 地方政府（Kerajaan Tempatan）    | 县（）      | 主要城镇 |
| --------------- | ----------- | --- |
| 威省市政厅 （） | 威北县 （Seberang Perai Utara） | - 北海（） - 甲抛峇底（Kepala Batas） - 打昔汝莪（Tasek Gelugor） - 本那牙（） - 柏淡（） - 槟榔东海（Pinang Tunggal） - 双溪赖（） - 峇眼惹玛（） - 峇眼达南（） - 峇眼亚占（） - 峇眼赖（） - 麦曼珍（）  |
| 威省市政厅 （） | 威中县 （） | - 大山脚 （） - 北赖（） - 峇东埔（） - 柔府（） - 诗不朗再也（） - 武拉必（） - 马章武莫（） - 阿儿玛（） - 武吉丁雅（） - 武吉敏惹（） - 柏达镇（） - 高巴三万（） |
| 威省市政厅 （） | 威南县 （） | - 高渊 （） - 新邦安拔（） - 武吉淡汶（） - 爪夷村（） - 双溪峇甲（） - 双溪亚齐（） - 峇都交湾（） - 桂花城（） - 高渊港口（）                                      |
| 槟岛市政厅 （） | 东北县 （Timur Laut） | - 乔治市 （George Town） - 浮罗池滑（Pulau Tikus） - 双溪槟榔（Sungai Pinang） - 峇都兰樟（Batu Lanchang） - 丹绒武雅（Tanjung Bungah） - 直落巴巷（） - 峇都丁宜（Batu Feringghi） - 丹绒道光（Tanjung Tokong） - 亚依淡 （Air Itam） - 垄尾 （）                     |
| 槟岛市政厅 （） | 西南县 （Barat Daya） | - 峇六拜（Bayan Lepas） - 峇央峇鲁（Bayan Baru） - 浮罗山背（Balik Pulau） - 峇都蛮（） - 峇都茅（Batu Maung） - 浮罗勿洞（） - 班台亚齐（）                                                                   |

## 交通
在陆运方面，槟岛与威省之间以一条大桥连接，即槟威大桥，于1985年由韩国现代建筑有限公司（Hyundai Engineering and Construction）承建，全长13.5公里，现为东南亚第二；亚洲第九；世界第十四。槟威大桥直接连接马来半岛西海岸的南北大道（PLUS）高速公路，可达北部马泰边境的黑木山（Bukit Kayu Hitam）或南部马新边境的新山。另外，从威省北海的北海站，可由铁路南下直达吉隆坡或北上泰国的合艾和曼谷。而一年一度的槟城国际马拉松赛亦在槟城大桥举行。
目前已建槟城第二大桥衔接槟岛峇都茅与威省峇都加湾，总耗资45亿令吉，2014年竣工并开放通行。槟威第二大桥由中国港湾建筑公司（China Harbour Engineering Company）与马来西亚马友乃德建筑有限公司（UEM Builders Berhad）负责承建，全长24公里，现为东南亚第一，亚洲第八，世界第十一。
在水运方面，行人和车辆可使用渡轮来往槟岛乔治市和威省北海，该服务于2021年1月退役；快艇服务至吉打州浮罗交怡岛和印尼棉兰。
在空运方面，乔治市东南方16公里的峇六拜国际机场（Penang International Airport），是西马来半岛北部主要机场。
在公共交通方面，槟城目前仅有公共巴士服务。槟城巴士服务主要由 Rapid （页面存档备份，存于） 公司运营，称之为槟城快捷通（Rapid Penang）。槟城快捷通巴士可分为单层巴士和双层巴士，双层巴士在首阶段仅引入3辆，后期会再分阶段增加至33辆。
“猫巴士” （Central Area Transit，简称 CAT）是槟州政府为了方便游客推出的中心城区穿梭巴士，即在首府乔治市内各景点之间的穿梭公交，费用全免，市中心各站每20分钟一趟。
Rapid Penang Route Map路线图
槟城政府也推出了停车转搭免费巴士服务（Bridge Express Shuttle Transit，简称BEST），目的是为了缓和槟城大桥在上下班时间的车流量及鼓励民众乘搭公交上下班。
LinkBike 脚车

## 经济
槟城经济以贸易、工业、旅游业与农业为主，工业区主要分布在峇六拜、峇都茅、北赖、麦曼珍、柔府、武吉敏惹、峇都加湾、新邦安拔及华都村等地。有关当局视高科技工业为其中重要的经济基础，致力成为生产高科技软件中心，因而有“东方硅谷”之称。70年代起，槟城推动工业化转型，着重引进多家国际电子公司，英特尔、超微半导体、博通有限、迅达科技等外国企业陆续入驻槟城科技园区峇六拜，设厂生产电脑配备、电路板、晶片等，为全国科技、半导体行业的发展注入巨大动力。
在旅游、文化及相关产业方面，槟州旅游界对邮轮旅游与服装业给予高度关注，亦是主要商业会谈、大型会议及流行展览之枢纽。2018年9月7日至15日，槟城获国际先进体育协会（IMGA）选为2018年首届亚太区先进运动会（Asia Pacific Masters Games）的承办城市。在农业方面，槟城将重心集中于种植业，其主要产品有油棕、稻米、橡胶、水果等。
槟城运输网络分布于航空与船运。槟城国际机场是北马区域的主要机场，连接亚洲主要城市，如吉隆坡、新加坡、雅加达、曼谷、香港、台北、馬尼拉、胡志明市等。2016年，机场旅客达6,684,026人次、货邮达130,491吨、飞机起降66,247架次，为马来西亚第三繁忙的国际客量机场、第二繁忙的货运机场。槟岛曾在英国殖民时代拥有自由港的地位，但1969年后被国阵政府撤消，以工业化抵消自由港消失带来的损失。现有的槟城港（Penang Port）属于深水港口，位于马六甲海峡海运航道入口，连接全球大约两百个港口，亦是马泰印经济成长三角区的主要窗口。

## 教育

### 华文教育
1819年，大马华文教育的滥觞始于槟城，建立第一家私塾——五福书院（现称为商务小学）。1904年，槟城第一所华文学校—孔圣庙中华学校创办。1954年6月4日，槟榔屿三轮车工友联合会举行了“为南洋大学义踏”活动，500辆三轮车义踏一天，筹获款项逾万，体现华人社会“再穷不能穷教育”的精神。

### 国民型华文中学
1. 槟城锺灵国民型华文中学 SMJK CHUNG LING PULAU PINANG
2. 恒毅国民型华文中学 SMJK HENG EE
3. 孔圣庙中华国民型华文中学 SMJK CHUNG HWA CONFUCIAN
4. 菩提国民型华文中学 SMJK PHOR TAY
5. 柑仔园修道院国民型华文中学 SMJK CONVENT DATUK KERAMAT
6. 协和国民型华文中学 SMJK UNION
7. 圣心国民型华文中学 SMJK SACRED HEART
8. 北海锺灵国民型华文中学 SMJK CHUNG LING BUTTERWORTH
9. 日新国民型华文中学 SMJK JIT SIN
10. 槟华女子国民型华文中学 SMJK PEREMPUAN CHINA
11. 威南日新国民型华文中学 SMJK JIT SIN II SPS
12. 恒毅国民型华文中学峇央峇鲁分校 SMJK HENG EE CAWANGAN BAYAN BARU

### 华文独立中学
1. 锺灵独立中学 CHUNG LING (PRIVATE) HIGH SCHOOL
2. 韩江中学 HAN CHIANG HIGH SCHOOL
3. 日新独立中学 JIT SIN INDEPENDENT HIGH SCHOOL
4. 槟华女子独立中学 PENANG CHINESE GIRLS' PRIVATE HIGH SCHOOL
5. 菩提独立中学 PHOR TAY PRIVATE HIGH SCHOOL

### 高等教育
槟岛
- 马来西亚理科大学 University of Science Malaysia (USM)
- 爱尔兰皇家外科医学院和都柏林大学马来西亚分校 Royal College of Surgeons in Ireland (RCSI) and University College Dublin (UCD) Malaysia Campus
- 宏愿开放大学 Wawasan Open University (WOU)
- 槟城拉曼理工大学 Tunku Abdul Rahman University Of Management and Technology (TARUMT) Penang Campus
- 韩江传媒大学学院 Han Chiang University College of Communication
- 端姑百能师训学院 Institut Pendidikan Guru Kampus Tuanku Bainun (IPTB)
- 槟城技术发展中心 Penang Skills Development College
- 迪斯史坦福学院 Stradford International College
- 英迪国际学院 Inti International College
- 国际技术学院 Cosmopoint College
- 奥林匹亚学院 Olympia College
- 世纪学院 SEGi College
- 伯乐学院 KDU College
- 卓越学院 Excel College
- 昇达学院 Sentral College
- 赤道学院 Equator College
- 专艺学院 The One Academy
- 勤略学院 AK Academy
- 立达学院 DISTED College
- 槟城管理及科学学院 MSU College

威省
- 马来西亚理科大学工程分院 University of Science Malaysia (USM) Engineering Campus
- 理科医药联盟大学学院 Allianze University College of Medical Sciences (AUCMS)
- 玛拉工艺大学槟城分院 UiTM Pulau Pinang
- 槟城大学预科班学院 Kolej Matrikulasi Pulau Pinang
- 槟城国际牙科学院 Penang International Dental College
- 北海理工学院 Politeknik Seberang Perai
- DIY技术学院 DIY Training Centre
- Synergy学院 Synergy College
- IPK学院 IPK College
- 大山脚学院 Sekolah Menengah Impian Bukit Mertajam (SMIBM)
- 日马技术学院 Japan Malaysia Technical Institute (JMTi)

## 文化

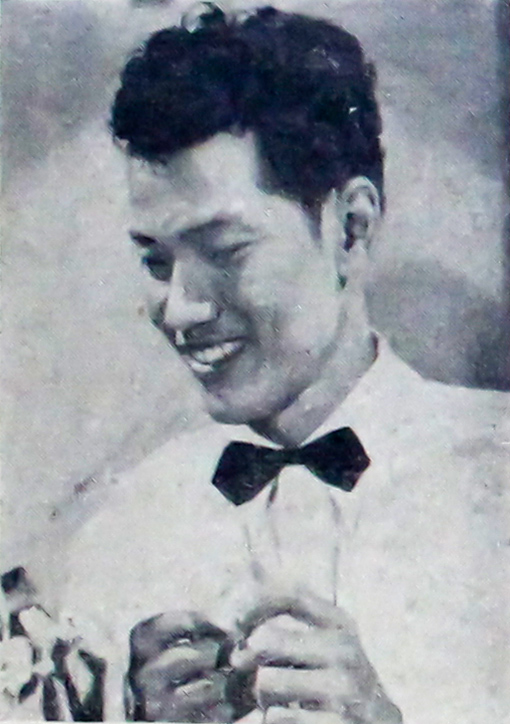
知名巨星比·南利（1929—1973）出生于槟城，他的电影和歌曲是马来西亚文化很重要的一部分

### 媒体
西马主要的华文报纸在槟城街头到处可以看到，主要有全国发行的《星洲日报》 （页面存档备份，存于）（Sin Chew Jit Poh，1929年创办）、《南洋商报》 （页面存档备份，存于）（Nanyang Siang Pau，1923年创办）、《中国报》 （页面存档备份，存于）（China Press，1946年创办）、《东方日报》 （页面存档备份，存于）（2003年创刊）、《光明日报》 （页面存档备份，存于）（Guang Ming Daily，1987年创办）和主要在槟城一带发行的《光华日报》 （页面存档备份，存于）（Kwong Wah Yit Poh，迄今世界历史最悠久的一份华文报纸，1910年由中华民国国父孙中山先生创办）。其中后两种报纸是在槟城出版的，即《光华日报》及《光明日报》。
中文报纸通用简体字。原使用繁体，后来因为教育政策及随着中国大陆的文化势力冒起而逐渐改用简体和汉语拼音。报纸上的文章均为白话，买华文报纸阅读更是当地华人生活的一个重要部分。
槟城是一个多语社会，街上到处是多种文字的招牌和广告。使用汉字是华人商店的标志。政府规定汉字招牌在尺寸上不得大於马来文，但汉字招牌广告仍然显眼，除了标准汉字外，可见方言或华语当中极少用到的字（如“叻、吡、峇、杪”）等等。
法定的槟城街巷名、路标均为马来语，例如Jalan Penang（Jalan为马来语，意译“路”，英文为Penang Road。直译槟榔路，华人称“庇能律”(Pī-né͘ng-lu̍t)，“律”字乃取自英文“Road”的福建话音译，与本义无关）。但是许多街巷都另有福建话或广府话名稱。如福建话的沓田仔(Làm-chhân-á)、港仔墘(Káng-á-kîⁿ)、刣牛后(Thâi-gû-āu)、胡椒埕(Hô͘-chio-tiâⁿ)、车水路(Chhia-chúi-lō͘)、打石街(Phah-chio̍h-ke)、打铁街(Phah-thih-ke)、汕头街(Sòaⁿ-thâu-ke)、广府话的孖水喉等。华文地名记录华人在槟城生活的历史，是重要的研究资料。
槟城沒自己的电台和电视台，但州政府有属于自己的媒体。当地的华人更喜欢看华语节目（闽粤客方言节目的影响也很大）。
| 电视台名称    | 口号                                      | 所属集团                         |
| TV1 RTM第一台 | Mewarnaimu 增添色彩                       | 马来西亚广播电视（公营无线电视） |
| TV2 RTM第二台 | Dunia Ria 娱乐世界                        | 马来西亚广播电视（公营无线电视） |
| TV3           | Inspirasi Hidupku / My Life's Inspiration | 首要媒体                         |
| ntv7          | 感觉美好feel good                         | 首要媒体                         |
| 8TV 八度空间  | 我们是不同的We're Different               | 首要媒体                         |
| TV9 第九电视  | Dekat di Hati / Close to the heart        | 首要媒体                         |
| Astro         | 缤纷世界 充实人生 Making Your Life Richer | Usaha Tegas集团控股              |

以下是槟城能接收到的六个本地中文电台。
| 电台名称   | 电台频率                         | 口号                   | 所属集团             |
| 8FM        | FM 87.8                          | 最Hit                  | 首要媒体             |
| 988        | FM 94.5 FM 96.1 FM 101.0（南部） | 988 友声有色           | 私营电台（Star Rfm） |
| MY         | FM 99.7                          | MY好玩！               | Astro電台            |
| Ai FM/爱FM | FM 101.3                         | ai fm有情有爱 自由自在 | 马来西亚广播电视     |
| Melody     | FM 106.5                         | 心聆听 新体会          | Astro電台            |
| GoXuan     | FM 107.6                         | GOXUAN, GO FUN!        | Astro電台            |

### 历史文化资产

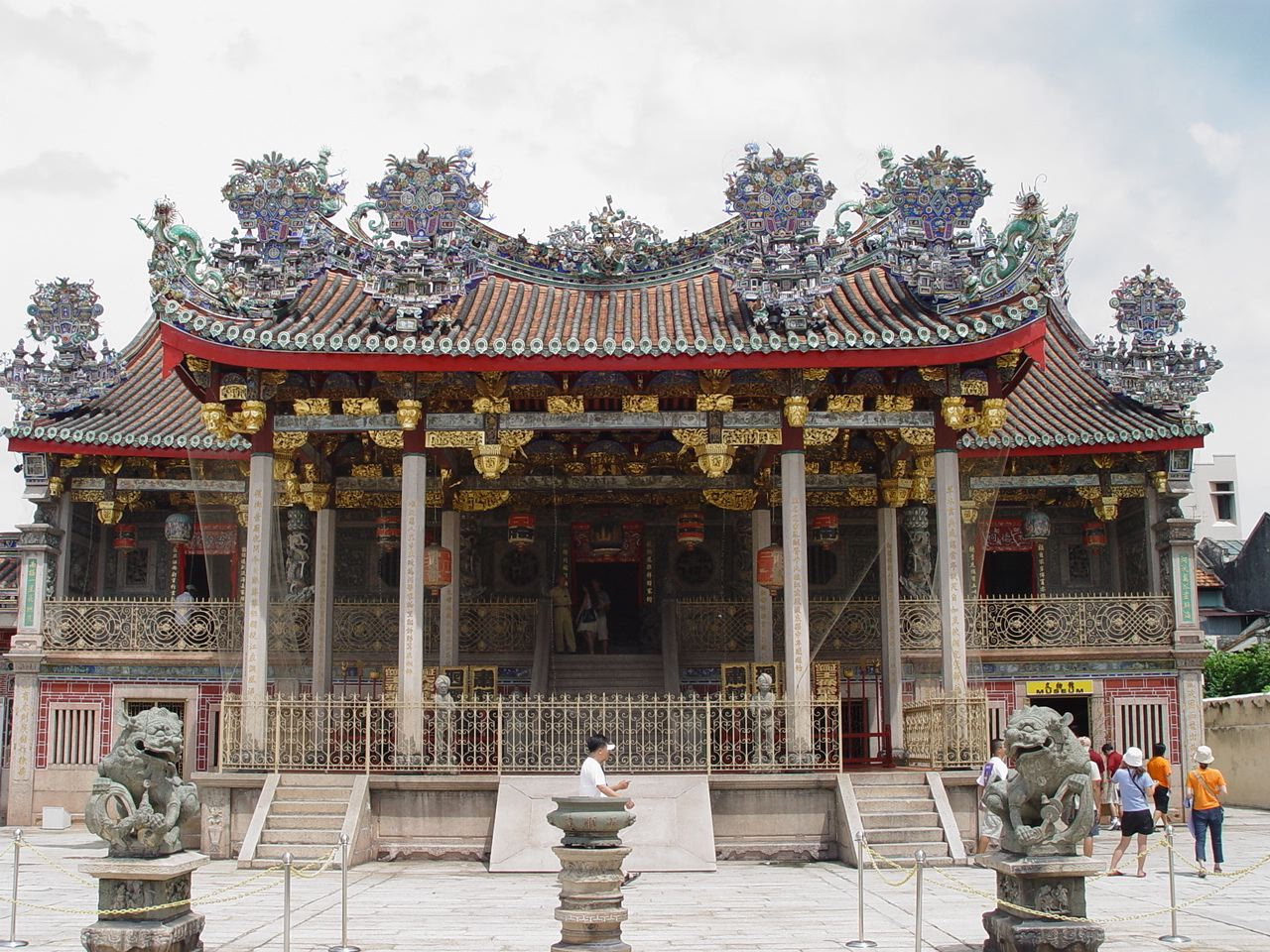
龙山堂邱公祠

由于缺乏官方对华人历史的保存与维护，加上主流历史的排斥，很多年轻一代的槟城华人都不知道百年来槟城对中国的影响。除了黄花岗起义之外，槟城也出了一位中国传统文化大师辜鸿铭。满清末年，许多中国异议人士（包括康有为）都曾留居槟城并留下不少遗迹。然而，在现代经济发展过程中，由于后人对历史的不解，这些珍贵的历史遗迹都遭受人为和大自然的摧毁。例如：槟城极乐寺放生池附近的山壁就刻有许多文人和同盟会革命志士的题咏。可惜一些题咏已因雨水侵蚀而没法辨认。极乐寺内的“大雄宝殿”和“海天佛地”是光绪皇帝和慈禧太后的御笔。另有康有为所题的“勿忘故国”四字。相信很多槟城人都不知道槟城极乐寺的开山住持妙莲法师将募化来的数万银元献给清朝承担“庚子赔款”。除了“大雄宝殿”和“海天佛地”之外，慈禧太后还御赐《龙藏经》。
槟城华人有依姓氏群聚之现象。槟城五大姓氏公司与会馆是一种「社团组织」而非贸易行为，源於华人移民的南来，通过血缘、姓缘、地缘关係，团结客居同胞以接应新移民，位於牛甘冬街、打铁街一带聚居；紧密格局，以祠堂为中心，属于公祠的建筑叁面或四面围绕、相互比邻带有「防御性质」是移民社会初期常见现象。例如源于福建省漳州府海澄县的五大公司：龙山堂邱公司（Khoo Kongsi）、石塘谢氏福候公司（Cheah Kongsi）、霞阳植德堂杨公司（Yeoh Kongsi）、九龙堂林公司（Lim Kongsi）、颖川堂陈公司（Tan Kongsi）。另外还有其他姓氏公司如叶公司、王公司等。
槟城有许多姓氏桥（Clan Jetties）：包括姓李桥（Lee Jetty）、姓陈桥（Tan Jetty）、姓周桥（Chew Jetty）、姓林桥（Lim Jetty）、姓什桥（Mixed Clan Jetty）、姓王桥（Ong Jetty）、姓郭桥（Koay Jetty, 已拆除）。姓氏桥居民都是源自同一个原乡，即福建省泉州府同安县的移民后裔。
乔治市是以莱特街（Light Street）、土库街（Beach Street）、椰角街（Pitt Street）及牛干冬（Chulia Street）为粗略的边界，之间为格子状形状来作分隔，首开都市规划的先河。

### 节庆
槟州的主要文化和宗教庆祝活动包括：华裔农历新年、穆斯林开斋节、印度裔屠妖节、泰米尔大宝森节、锡克教丰收节、基督教圣诞节、斯里兰卡卫塞节和泰国泼水节。
在文化领域，有关当局支持各类庆祝仪式、文娱表演、艺术展览、摊位市集等活动的举办，包括但不限于乔治市艺术节（2010年至今）、热气球嘉年华（2015年至2020年）。传统节日期间，大型节庆活动通常由官方与民间共同组织推进，其中槟城庙会为最盛大的庆典之一，自1999年首次举办，迄今已是当地华社乃至全民的年度盛事，曾于2001年、2006年被马来西亚文化部誉为全国性华人新年庆典。此外，槟城也欢迎在当地定居外籍人士的民俗活动，譬如日本的盆舞节（Bon Odori）、爱尔兰的圣派翠克节、德国的慕尼黑啤酒节等。

### 饮食

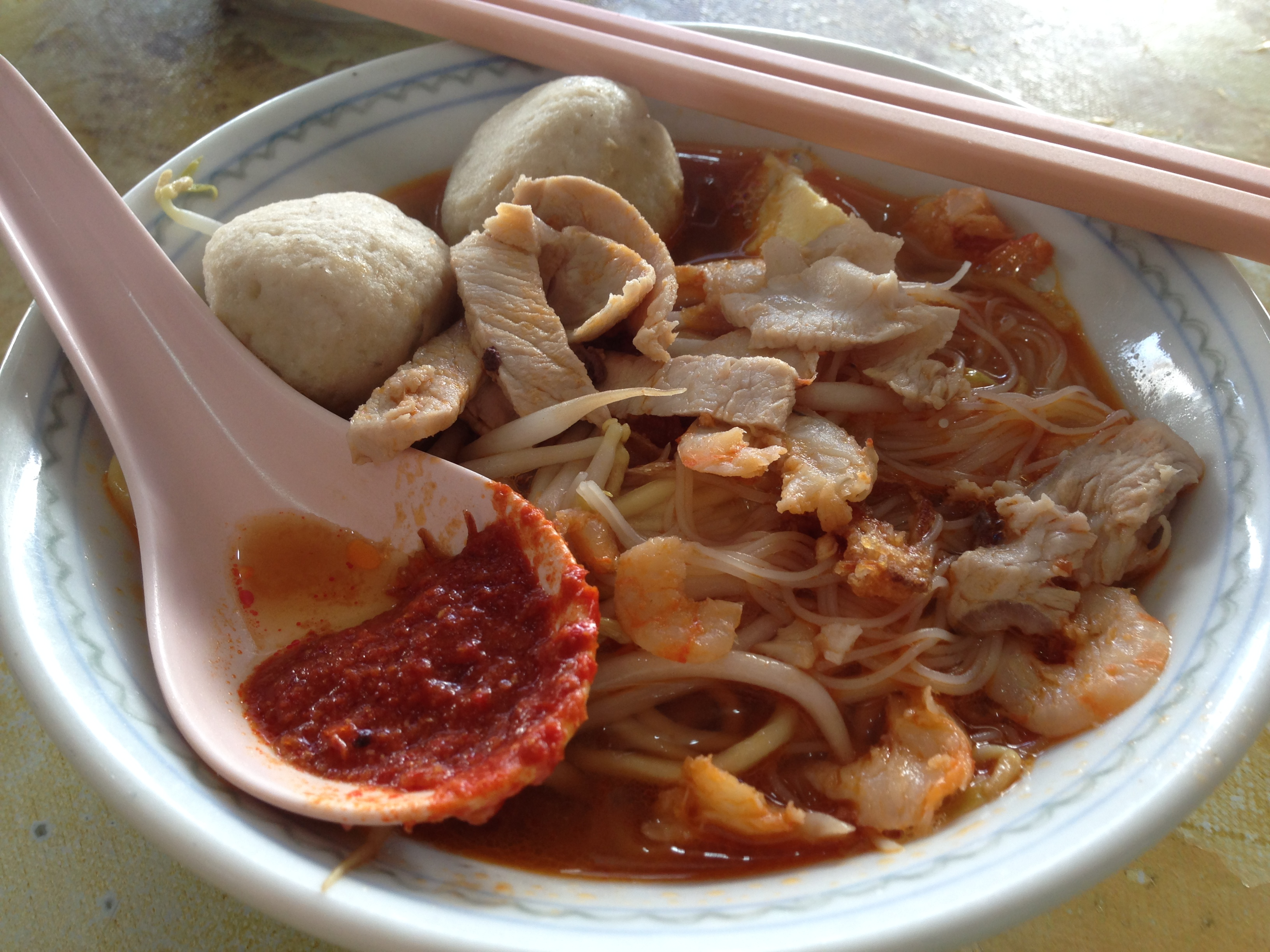
槟城福建面

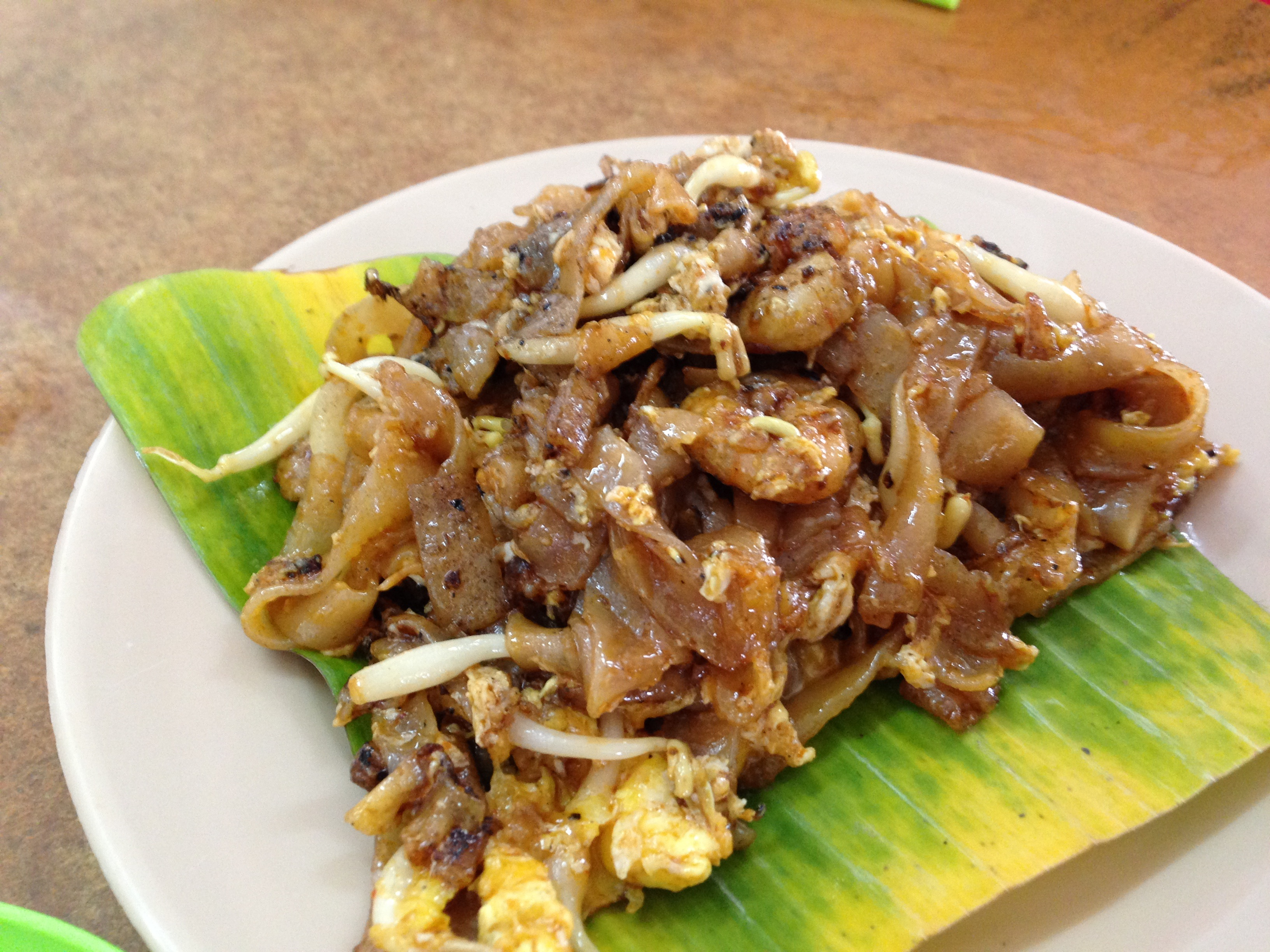
槟城炒粿条

自1786年开埠成为贸易港口以来，槟城汇集了马来半岛原住民部落，以及来自中国、印度、亚齐、缅甸和暹罗等地的移民社群，在多源人口流动中融合马来族、华族、印度、娘惹、泰国等族群的风味传统，由此营造出多元文化交汇的餐饮生态。
槟城美食种类繁多，尤以街头小吃著称，其较具代表性的有炒粿条、粿条汤、福建面、咖喱面、扁担饭、叻沙、煎蕊、罗惹、鲜鱼（英語：Pasembur）等，而地方特产则包括豆蔻、淡汶饼、香饼、白咖啡等。槟城曾被《时代》《孤独星球》等国际杂志评选为亚洲最佳街头美食城。
随着槟城饮食版图的不断拓展，精致餐饮大量涌现，与传统街头美食相辅相成。2022年12月，槟城共两家餐厅在《米其林指南》评审中获得米其林一星，另有17家餐厅及摊位列入“必比登推介”，27家餐厅及摊位被评为“入选餐厅”。据2025年的收录名单，全州共计69家餐饮场所入选该指南。

## 国际荣誉
- 2008年，槟城乔治市被联合国教科文组织列为世界文化遗产。
- 2009年，槟城被纽约时报网上读者票选为“2009年全球44个最佳旅游景点”中排名亚军。
- 2010年，槟城乔治市被ECA国际列入“亚洲最适宜居住城市”第八位。
- 2011年，槟城获雅虎旅游入选“死前必到十大岛屿”之一。
- 2011年，槟城张弼士故居被孤独星球评选为“十大豪宅城堡”之一。
- 2011年7月21日，美国生活旅游网站CNNGo评选槟城道地美食亚叁叻沙（Penang Assam Laksa）为“全球50大最佳美食”的第七名[40]。
- 2013年2月22日，槟城获美国有线电视新闻网旗下生活旅游网站（CNNGo）评选为“亚洲10大最佳小吃城市”之一。[41]
- 2013年2月22日，雅虎网站公布世界八大退休后最适合居住城市，槟城被选为世界第四十四大退休后最适合居住城市，是唯一入选的亚洲城市[42]。
- 2013年2月24日，美国《基普林格》（Kiplinger）线上杂志评选槟城为“全球8大最佳退休城市”之一。
- 2013年10月29日，槟城壁画《姐弟共骑》入选英国卫报“全球15大最佳壁画”名单。
- 2013年，槟城获选入“亚洲最宜居城市”名单，荣获第八名。
- 2014年1月3日，槟城获英国卫报入选“全球40大最佳旅游景点”荣登第八名。
- 2014年2月4日，槟城获《孤独星球》杂志中评选为全球美食城冠军，杂志方面也强调炒粿条、福建面和叻沙为当地必吃美食。
- 2014年3月12日，槟城乔治市获《时代周刊》评为“全球十大自拍城市”第十名。
- 2015年10月27日，槟城获旅游网站《孤独星球》评选为2016年全球十大最佳旅游城市（Best in Travel 2016）第四名[43]。
- 2016年1月1日，槟城获得福布斯评选为2016十大最佳廉价预算旅游地区及背包旅行旅游地点。
- 2016年3月3日，美国旅游杂志《康泰纳仕旅游者》（Conde Nast Traveler）把槟城列为全球10大最佳退休住所第二位，为唯一入选的亚洲城市[44]。
- 2016年3月8日，槟城乔治市获CNNMoney报导列为2016年世界6大最佳退休住所第6名。
- 2016年， 槟城获得美国有线电视（CNN）评选槟城叻沙为全球8大街头美食之一。
- 2016年， 槟城获得《The Culture Trip》评选为全球15大美食城市之一[45]。
- 2016年，槟城获得国际旅游网站猫途鹰旗下英国版《Holiday Lettings》成为全球24个可负担暑假度假地点第6名[46]。
- 2016年， 槟城获得《洛杉矶时报》 成为2016年必到旅行景点之一[47]。
- 2016年，猫途鹰公布2017年亚洲10大旅游城市，马来西亚共有3个城市入榜，而槟城乔治市排在第10位[48]。
- 2017年1月18日，槟城获CNN评为2017年度全球17个最佳旅游胜地之一[49]。
- 2017年3月22日，槟城新关仔角被澳洲旅游网站 （页面存档备份，存于）评为全球25个有生之年必游街，排行第13。
- 2018年，槟城與吉隆坡並列美国《Live and Invest Overseas》網站所列「2018年最適宜退休城市」全球11座A級城市榜單[50]。
- 2019年6月3日，槟城获CNN评为亚洲最佳旅游胜地之一[51]。
- 2019年8月28日，槟城获CNN评为亚洲13个最佳景观城镇之一[52]。
- 2019年，世外逃园主题乐园（ESCAPE）建有约1.11公里的水上滑梯，被誉为全世界最长的水上滑梯[53]。
- 2019年，槟城被The Best Islands in the World: 2019 Readers' Choice Awards评选为亚洲第3名
- 2019 年，槟城入选加拿大旅游网站TheTravel的“20大拥有最美丽海滩又负担得起的旅游目的地”。
- 2020年，槟城被旅游网站“国际生活”（International Living）评选为全球11大最佳退休岛屿。[54]
- 2021年，槟城被旅游网站“国际生活”评选为全球15大最佳退休岛屿之一，排名全球第三、亚洲第一。[55]
- 2021年，槟城升旗山获联合国教科文组织列为生物圈保护区。[56]
- 2022年，槟城得到了CNN推选为最佳旅游地方 (where to travel 2022: Best Destination To Visit)
- 2022年，槟城获得世界遗产城市组织（OWHC）的“2021年-2022年Jean-Paul-L'Allier”荣誉奖。[57]
- 2023年，槟城入选旅游网站TheTravel的“东南亚十大最美目的地”。[58]

## 观光
自20世纪70至80年代开始，旅游业是槟城重要的经济来源，每年有上百万的游客前来游玩。

### 主要景点
- 升旗山：位在岛屿中部，是当地居民避暑圣地，登山遊客可以选择乘搭升旗山缆车（英语：Penang Hill Railway），或沿著缆车轨道旁的小径及梯级徒步而上，一面运动、一面欣赏隐藏在升旗山热带雨林内的奇花异草，沿途并可俯览乔治市的壮丽景色；山上空气清新，景色一览无遗，山上另可参观槟城飞禽公园。
- 槟城植物园：1884年由英国殖民筹建，主要以种植热带经济作物、蒐集热带植物物种为目的。园地占地30公顷，瀑布奔流期间，边界以原始热带雨林围绕，塑造一个兼具英式庭园与槟城本地风景的植物园。园中的野生猴子亦为其另一特色。
- 极乐寺：依山而建，分为三层，极乐寺据说是东南亚最大的佛教寺庙，堪称槟城最著名的寺庙之一。
- 卧佛寺（Wat Chaiya Mangkalaram）：建於19世纪的卧佛寺，位於车水路。该佛寺融合了中国、泰国和缅甸的建築风格，华丽且精雕细琢。寺内供奉著一尊长达33公尺，排名世界第三大的卧佛像，仅次於缅甸和泰国的大佛。
- 蛇庙：建於1873年，原是一间清水师祖庙，名为「清云巖」。蛇庙的称呼，是在庙建好後，来了数条青蛇在里头居住。而每当清水祖师宝诞时，更有无数的青蛇从後山湧入庙，成为一大奇景，因此「蛇庙」就享誉各地。蛇庙距离槟城国际机场3.2公里。
- 龙山堂邱公司：是来自福建漳州海澄三都（今厦门海沧区）邱氏宗祠，建于十九世纪末，位于打石街（Lebuh Acheh）附近，建築物至今仍然保持良好。建築物为古老闽南式，仿清朝宫殿而立，祠堂分正中的「正顺宫」和两侧的「福德宫」及「浴谷宫」。邱氏宗祠又称「龙山堂」，共分三部分：中为大厅，以供奉大佛爷；右为邱氏历代灵牌；左为複印堂，以供奉大伯公。它的底层为专供族人租用与婚宴庆典之用，宗祠对面有一个舞台，供酬神演大戏之用。
- 康华利斯堡：位於槟岛东北部，是1786年法兰西·莱特登陆上岸的地方。这座城堡原本是木造的，後来利用当地的狱犯搬运石头改建，以守卫海口。城堡上目前还留有数尊大炮。
- 探索浮罗山背（Explore Balik Pulau）：是浮罗山背区的游客中心，主要是为游客提供西南区旅游咨询及旅游相关服务。中心也提供脚车租借及季节性的免费导游服务。“探索浮罗山背”位于浮罗山背亚逸布爹（Air Putih）。

除此之外，槟城尚有如下景点：
- 槟城飞禽公园（Penang Bird Park）
- 旧关仔角（英语：Esplanade, Penang）（Esplanade）
- 新关仔角（Gurney Drive）
- 玛兴达拉麻佛寺（Mahindarama Buddhist Temple）
- 檳城佛學院（Penang Buddhist Association）
- 北海斗母宫（Tow Boo Kong Temple Butterworth）
- 乔治市古迹区（Georgetown Heritage Sites）
- 大山脚圣安纳天主教堂（St.Anne）-亚洲第二大的天主教堂。全马来西亚第一座乙级宗座圣殿(Minor Basilica) 。
- 槟城国家公园（Penang National Park）
- 木蔻山（Pulau Jerejak）
- 光大大厦（Komtar）-槟城最高建筑物
- 光大观景台 （页面存档备份，存于） (The Top pf Komtar Penang)
- 海峡岸 （页面存档备份，存于）（Straits Quay）
- 槟城音乐之屋（Penang House of Music）
- 槟榔律集市（Chowrasta Market）-著名的集市
- 槟城逃生冒险主题乐园 ( Escape Theme Park （页面存档备份，存于） )
- 蛇庙（Snake Temple）
- 热带香料公园 （页面存档备份，存于）（Tropical Spice Garden）
- 虫鸣大地（Entopia by Penang Butterfly Farm）-前称槟城蝴蝶公园
- 玩具博物馆（Ben's Vintage Toy Museum）
- 罗弄古力跳蚤市场（Lorong Kulit Flea Market）
- 比南利故居（P.Ramlee House）
- 缅甸寺（Dhammikarama Burmese Temple）
- 战争博物馆（War Museum）
- 槟城韩江家庙（Han Jiang Ancestral Temple）
- 瑟福屋 （页面存档备份，存于）（Suffolk House）
- 槟城孙中山纪念馆（Sun Yat Sen Museum）
- 叶祖意博物馆 （页面存档备份，存于）（House of Yeap Chor Ee）
- 槟城娘惹博物馆（Pinang Peranakan Mansion）-荣获“2014年亚洲卓越品牌”大奖
- 美因槟榔立体博物馆 （Made in Penang 3D Museum）
- 槟城相机博物馆（Penang Camera Museum）
- 颠倒博物馆（Upside Down Museum）
- 槟城时光隧道（Pinaon Time Tunnel）
- 鬼怪博物馆（Ghost Museum）
- 甲必丹科林清真寺（Kapitan Keling Mosque）
- 圣乔治基督教堂（St. George）
- 姆鲁甘印度神庙（Arulmigu Balathandayuthapani Temple）
- 潮艺馆（Teochew Puppet and Opera House）
- 槟城博物馆&美术馆 （页面存档备份，存于）（Penang Museum & Art Gallery）
- 槟城巧克力与咖啡博物馆（Chocolate & Coffee Museum in The Chocolate Boutique）
- 槟城泰迪熊博物馆（Penang TeddyVille Museum）
- 食物狂想馆（Wonderfood Museum Penang）
- 亚洲漫画文化馆（Asia Comic Cultural Museum）
- 卓坤山森林公园（Cherok Tokun Nature Park）
- 姓氏桥（Clan Jetty）
- 峇都丁宜海滩（Batu Ferringhi Beach）
- 槟城热带香料花园[59](Tropical Spice Garden)

### 观光旅游巴士
双层开篷观光巴士（Hop On Hop Off Bus）其中上层一部分为开屏模式，即露天型座位。双层开篷观光巴士在旅途中有22个停站，分为城市路线（City Route）及沿海路线 （Beach Route），包括必停站（Standard Stop），以及视乎乘客要求才停下的随需停站（Stop On Demand）。至于两条路线则以新关仔角和吉宁万山为主要转站。
观光旅游巴士航线划分为商业区、自然区、古迹区及海域，各停站附近皆有旅游景点，同时亦途经各式酒店。其所采用的“随乘随下”概念，允许持票者在22个站上下搭车。

### 购物商场
位于乔治市中心的光大大厦是槟城最高的摩天大楼，顶楼景区The TOP设有全球最高的空中索道（海拔239米）以及观景台、彩虹空中玻璃步道等设施，其底部的裙楼处集公交枢纽站、政务服务、购物消费以及数码城于一体。大厦主体通过连廊和新光大广场、第一大道广场两座购物中心相连，内部有餐饮零售、娱乐设施及影院。
槟岛主要的大型购物中心坐落于东北和东南沿海地区，前者有新关仔角沿线的合您广场和葛尼百利宫广场，以及可供观赏游艇码头景观的海峡岸广场；后者为峇六拜的皇后湾广场，为槟城最大的购物商场，坐落在槟威大桥和槟城第二大桥之间，毗邻峇六拜自由贸易工业区和槟城国际机场。威省规模较大的购物中心有双威嘉年华广场、新欣名牌城、大山脚永旺商场等。其中，位于峇都交湾的新欣名牌城是马来西亚最大的直销购物中心，售有各类服饰、餐饮、家居休闲等消费品及服务。

## 国际关系

### 姐妹一级行政区
- 中华人民共和国海南省（2013年）[60][61]
- 日本神奈川县（1991年10月3日）[62]

### 姐妹城市

#### 槟岛
乔治市以槟岛的名义与7个城市缔结姐妹城市关系。
- 阿德莱德（1973年）[63][64]
- 中华人民共和国 厦门市（1993年11月10日）[63][65]
- 中华人民共和国 西安市[66]
- 印度尼西亞 棉蘭（1984年10月10日）[63][67]
- 中華民國 臺北市[68]
- 泰國 曼谷[69]
- 泰國 普吉市[70]

#### 威省
威省市议会也与澳大利亚弗里曼特尔于1978年缔结姐妹城市关系。
- 弗里曼特尔[71][72]

### 友好城市
乔治市以槟岛的名义与5个城市缔结姐妹城市关系。
- 中华人民共和国 三亚市[73]
- 中华人民共和国 广东省中山市[74]
- 大韓民國 釜山市[75]
- 大韓民國 昌原市[76]
- 中華民國 高雄市[74][75]

### 使领馆

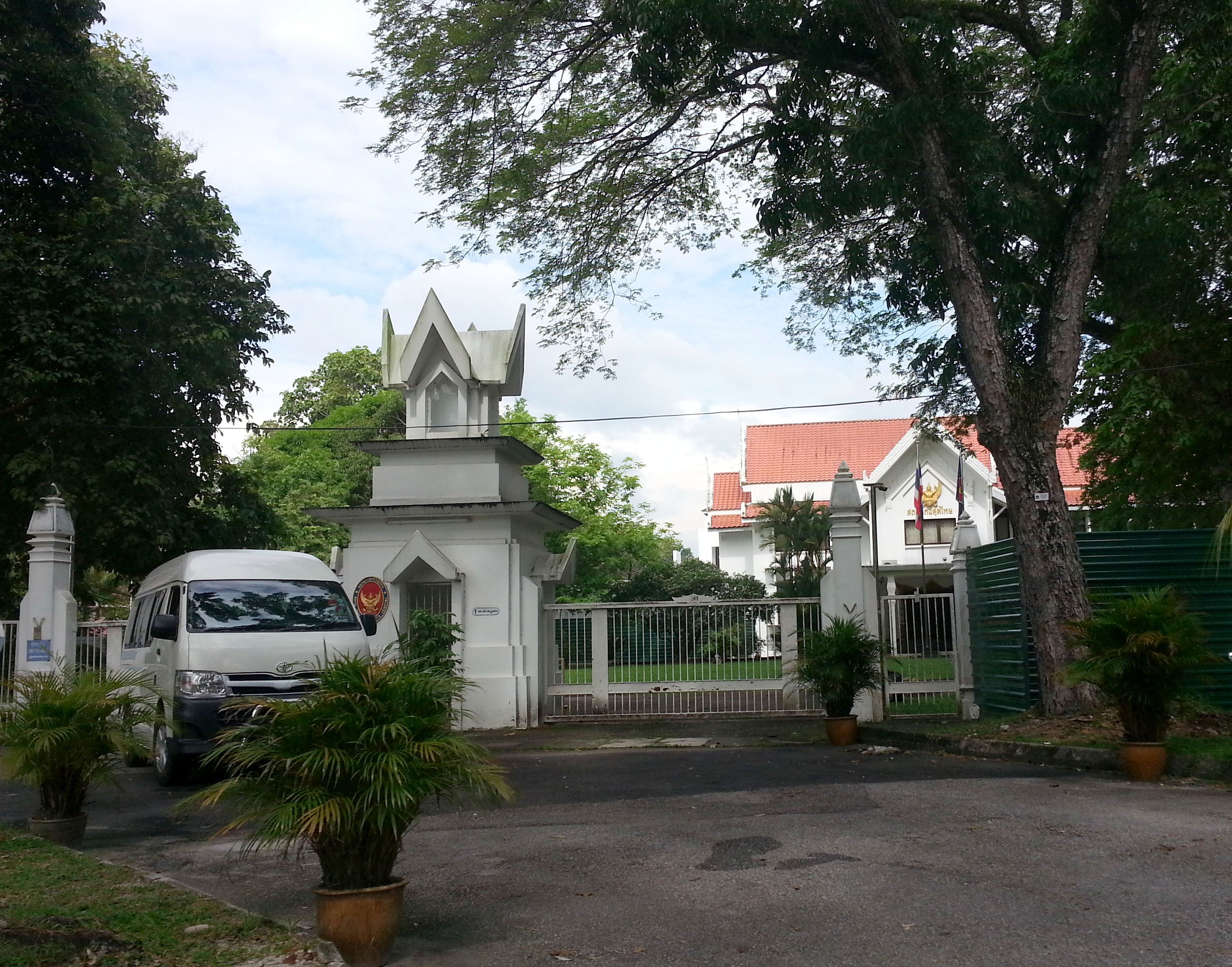
泰国驻槟总领馆

若干国家在槟城州尤其是乔治市设立其外交机构如总领馆和荣誉领事。以下为设立的国家列表：
| - 奥地利 - 加拿大 - 中华人民共和国 - 丹麦 | - 芬兰 - 法國 - 德国 - 印度尼西亞 - 日本 - 挪威 | - 巴基斯坦 - 波蘭 - 俄羅斯 - 瑞典 - 泰國 - 英国 |

## 参閱
- 槟城州政府
- 槟城福建话
  - 講福建話運動